# Cricetomys
Cricetomys es un género de roedores miomorfos de la familia Nesomyidae conocidos vulgarmente como ratas gigantes de carrillos. Son nativos del África subsahariana. Su nombre vulgar alude a su gran tamaño y a la presencia de bolsas en la mejillas (abazones). Estas ratas están distanciadas de las verdaderas ratas; sin embargo, son parte de antiguas radiaciones de Muroidea africanos y de Madagascar. 

## Características
Son de gran tamaño. La cabeza y cuerpo miden de 25-45 cm con cola escamosa de 36-46 cm. El peso de las hembras es de 1-1,5 kg y el de los machos pueden alcanzar 3 kg (1-3 kg).

## Historia natural

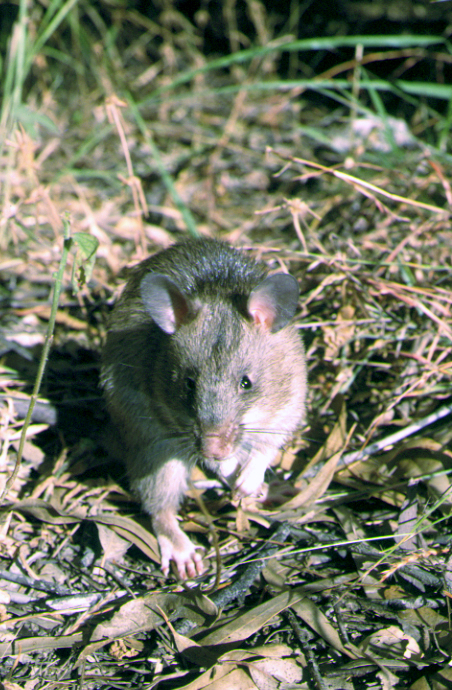
Rata gigante africana o rata de Gambia (Cricetomys gambianus)

Se ha sugerido que una hembra es capaz de producir 10 camadas anualmente. La gestación dura 27-36 días, naciendo de una a cinco crías. Las hembras tienen ocho pezones. 
Son animales nocturnos, omnívoros y comen vegetación e invertebrados. Tienen un extraordinario olfato para llegar a nueces. También son coprófagos. 
Algunas especies son mansas y se usan como mascotas. Son una importante fuente de carne en muchos países africanos y se les puede enseñar a detectar minas antipersona con el olfato.